# San Benedetto dei Marsi
San Benedetto dei Marsi é uma comuna italiana da região dos Abruzos, província de Áquila, com cerca de 4 004 habitantes. Estende-se por uma área de 25 km², tendo uma densidade populacional de 160 hab/km². Faz fronteira com Aielli, Celano, Cerchio, Collarmele, Pescina, Trasacco.

## Demografia
| Variação demográfica do município entre 1861 e 2011                               |
|                                                                                   |
| Fonte: Istituto Nazionale di Statistica (ISTAT) - Elaboração gráfica da Wikipedia |